# Ut queant laxis

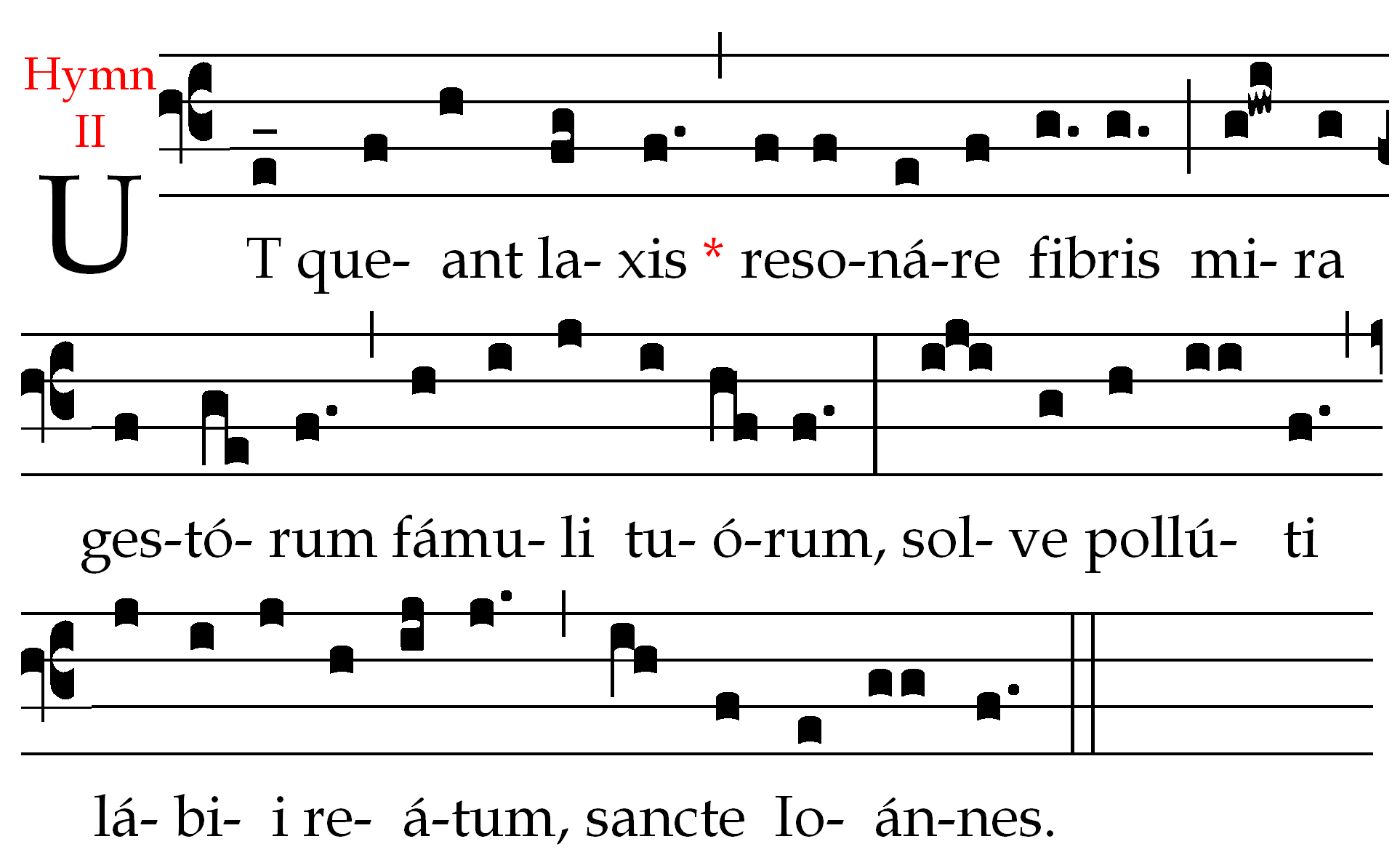
Az "Ut queant laxis" a neuma lejegyzésben

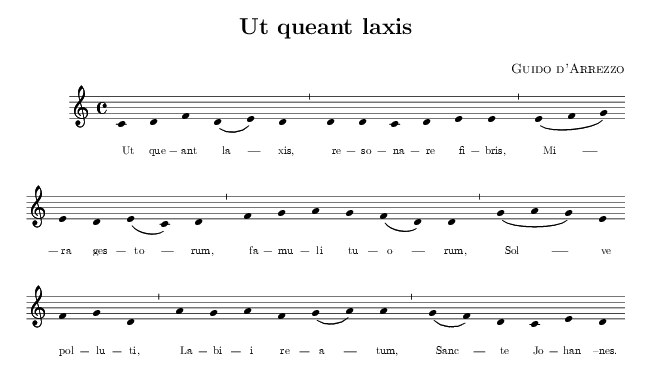
"Ut queant laxis" modern lejegyzésben

Az "Ut queant laxis" vagy "Hymnus in Ioannem" egy latin nyelvű himnusz Keresztelő János tiszteletére, horáciuszi Szapphó-versszakban. A szöveget Paulus diakónus, a 8. századi lombard történész írta. A kottaírás történetéről is híres, főleg a szolmizáció miatt. A himnusz egy gregorián ének.
Nem lehet biztosan tudni, hogy ki a dallam szerzője, lehet, hogy maga a modern lejegyző, Arezzói Guidó írta, de valószínűbb, hogy létező dallamot jegyzett le. Változata Horatius Óda Phyllis-hez versére is ismert, melynek egy kézirata Montpellier-ben található. 

## Szerkezet
A himnusz klasszikus Sapphó-versszakot használ.
Jól használható kezdő énektanításra, hiszen a kezdő hangok – a hozzárendelt Guidó-i kézjelekkel bemutatják a jón skála első 6 fokát. (Az "ut" ma már "dó", lásd alább.) A dallam lejegyzője és lehetséges szerzője Arezzói Guidó, aki az eredetileg 4-vonalas, a C és F kulcsot is következetesen használt kottasoros írás feltalálója, így a modern kottaírás atyjaként tartják számon. A verssorok kezdő szótagjaiból alakultak ki azok a hangnevek, melyeket legalább relatív törzshangnevekként még a standard ABC-s hangnevek világában is használunk (dó (eredetileg "ut"), ré, mí, fá, szó, lá). A 'si'/'ti' hangnevet, mely egy hetedik hangnév, a 18. században tették hozzá.
Az első versszak:
Ut queant laxis

Probléma esetén lásd:Médiafájlok kezelése.
Ut queant laxīs

resonāre fibrīs

Mīra gestōrum

famulī tuōrum,

Solve pollūtī

labiī reātum,

Sāncte Iohannēs.

Az Ut neve ma általában dó a relatív hangnevek között Giovanni Battista Doni zenetudós nevéből.A skála 7. hangja nem része a középkori hexakordnak, és ilyen értelemben nem része ennek a dallamnak. Eredeti neve: "si" a "Sancte Ioannes" (Szent János) névből. A 19. században Sarah Glover, angol zenetanár, a "si" hangnak a "ti" a nevet adta az egyedi kezdőbetűért, de ezt nem vett át számos, például neolatin nyelvű ország, Ma a világ egyre inkább a 7 törzshang egyértelmű ABC-s neveit használja, felemelt változatukban "-isz" végződéssel, a neolatin nyelvű országok nagy részében viszont ezek az eredeti hangnevek (beleértve a "si"-t) a mai napig abszolút hangnevekként használatosak.
Dallam

Probléma esetén lásd:Médiafájlok kezelése.

## Fordítás
Ez a szócikk részben vagy egészben  az   Ut queant laxis című angol Wikipédia-szócikk fordításán alapul.  Az eredeti cikk szerkesztőit annak laptörténete sorolja fel. Ez a jelzés csupán a megfogalmazás eredetét és a szerzői jogokat jelzi, nem szolgál a cikkben szereplő információk forrásmegjelöléseként.